# Fredericton-Nord
Circonscription électorale provinciale du Canada
Fredericton-Nord ((en) Fredericton North) est une circonscription électorale provinciale du Nouveau-Brunswick, au Canada. Elle est représentée à l'Assemblée législative de 1973 à 2006 et depuis 2014.

## Géographie
La circonscription comprend :
- la partie nord de la ville de Fredericton, dont les anciennes villes de Devon et de Nashwaaksis.

## Liste des députés
| Législature                                                                          | Années        | Député         | Député          | Parti                     |
| ------------------------------------------------------------------------------------ | ------------- | -------------- | --------------- | ------------------------- |
| Fredericton-Nord Circonscription issue de Fredericton                                |               |                |                 |                           |
| 48e                                                                                  | 1974-1978     |                | Lawrence Garvie | Progressiste-conservateur |
| 49e                                                                                  | 1978-1982     | Edwin G. Allen |                 | Progressiste-conservateur |
| 50e                                                                                  | 1982-1987     | Edwin G. Allen |                 | Progressiste-conservateur |
| 51e                                                                                  | 1987-1991     |                | Jim Wilson      | Libéral                   |
| 52e                                                                                  | 1991-1995     |                | Edwin G. Allen  | Confédération des Régions |
| 53e                                                                                  | 1995-1999     |                | Jim Wilson (2)  | Libéral                   |
| 54e                                                                                  | 1999-2003     |                | D. Peter Forbes | Progressiste-conservateur |
| 55e                                                                                  | 2003-2006     |                | Thomas J. Burke | Libéral                   |
| Circonscription abolie parmi de Fredericton-Nashwaaksis et Fredericton-Fort Nashwaak |               |                |                 |                           |
| Circonscription recréée de Fredericton-Nashwaaksis et Fredericton-Fort Nashwaak      |               |                |                 |                           |
| 58e                                                                                  | 2014-2018     |                | Stephen Horsman | Libéral                   |
| 59e                                                                                  | 2018-2020     |                | Stephen Horsman | Libéral                   |
| 60e                                                                                  | 2020-2024     |                | Jill Green      | Progressiste-conservateur |
| 61e                                                                                  | 2024-en cours |                | Luke Randall    | Libéral                   |